# Le Dieu du hasard
Le Dieu du hasard è un film muto del 1920 diretto da Henri Pouctal.

## Produzione
Il film fu prodotto dalla Société Générale des Cinématographes Éclipse.

## Distribuzione
Distribuito dalla Ciné-Location-Eclipse, uscì nelle sale cinematografiche francesi il 2 aprile 1920. In Portogallo, dove fu distribuito il 2 novembre 1921, prese il titolo O Deus do Acaso.